# Teratosaurus
Teratosaurus es un género extinto de rauisuquios del Triásico de Stubensandstein (formación de Löwenstein - edad Noriense) de Alemania.

## Descubrimiento

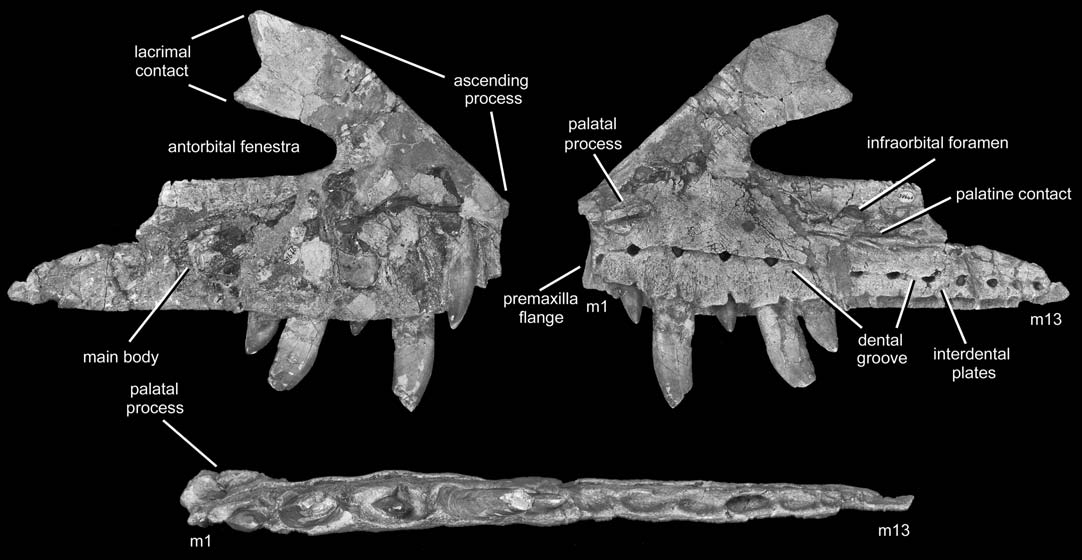
Maxilar derecho del holotipo.

En 1860, Sixt Friedrich Jakob von Kapff descubrió la mandíbula superior de un gran reptil en el Heslacher Wand cerca de Stuttgart. El espécimen tipo, el cual fue declarado por Christian Erich Hermann von Meyer como diferente de Belodon, fue descrito y nombrado por este último como la especie tipo Teratosaurus suevicus. El nombre del género se deriva del término griego τέρας, teras, "[nacimiento ominoso de un] monstruo" y sauros, "lagarto". El nombre de la especie se refiere a Suevia. El holotipo, BMNH 38646, fue hallado en la unidad geológica Mittlerer Stubensandstein. Consiste de un maxilar de 245 milímetros de largo con seis dientes grandes (de más de cinco centímetros de largo), interpretados erróneamente por von Meyer como un maxilar izquierdo. Este resto sugiere una longitud de cerca de seis metros.
Autores posteriores, como el propio von Kapff, von Huene, Osborn y Edwin H. Colbert, atribuyeron de manera incorrecta restos postcraneales del dinosaurio sauropodomorfo Efraasia a esta especies o género y como resultado se creyó que representaba un presunto grupo de prosaurópodos carnívoros o como alternativa era un terópodo muy primitivo. Siguiendo esta idea, muchos libros de divulgación en el siglo XX representaban "teratosaurios" como el primer linaje de dinosaurios carnívoros, caminando en dos patas y depredando a los prosaurópodos de su época. Se pensaba que podía ser un ancestro del Triásico de los "carnosaurios" del Jurásico. El material de sauropodomorfo fue descrito como una especie nueva de Teratosaurus, con los nombres Teratosaurus minor y Teratosaurus trossingensis. 
En 1985 y 1986 Peter Galton y Michael Benton demostraron de forma independiente que Teratosaurus era realmente un rauisuquio, un tipo de gran arcosaurio depredador lejanamente emparentado con los dinosaurios, de andar cuadrúpedo que vivió junto a los dinosaurios durante el Triásico Superior.
Aparte del holotipo y de los fósiles de sauropodomorfos, también se nombraron a algunos dientes pertenecientes probablemente a varios arcosaurios carnívoros como especies de Teratosaurus. Estos incluyen a Teratosaurus lloydi, un nuevo nombre para el Cladeiodon lloydi de Owen (1841) hecho por von Huene en 1908, y Teratosaurus bengalensis. Teratosaurus silesiacus, descrito en 2005 por Tomasz Sulej basándose en un maxilar izquierdo, fue reclasificado en su propio género, Polonosuchus por Brussatte et al. en 2009.